# Oceanário

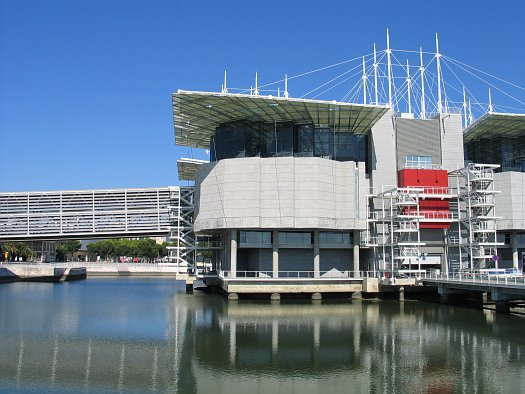
O Oceanário de Lisboa, em Portugal.

Um oceanário pode ser tanto um parque de mamíferos marinhos, como o MarineLand, como um grande aquário, como o Oceanário de Lisboa, apresentando um habitat oceânico com animais inhos, especialmente habitantes oceânicos de grande porte, como os tubarões. Em 2015 e 2017, o Oceanário de Lisboa foi considerado pelo Traveler’s Choice do TripAdvisor como o melhor oceanário do mundo.

## Leitura complementar
- Lou Jacobs, Maravilhas de um oceanário: A história de vida marinha em cativeiro. Golden Gate Junior Livros, 1965.
- Joanne F. Oppenheim, Oceanário. BBooks, 1994. ISBN 0-553-09520-X.
- Patryla, Jim. (2005). Uma Viagem Fotográfica de Volta Para o Marineland do Pacífico. Lulu Publicação. ISBN 978-1-4116-7130-0.
- Brunner, Bernd. O Oceano em Casa: Uma História Ilustrada do Aquário. Reaktion Books, 2011.